# Canonada forçada

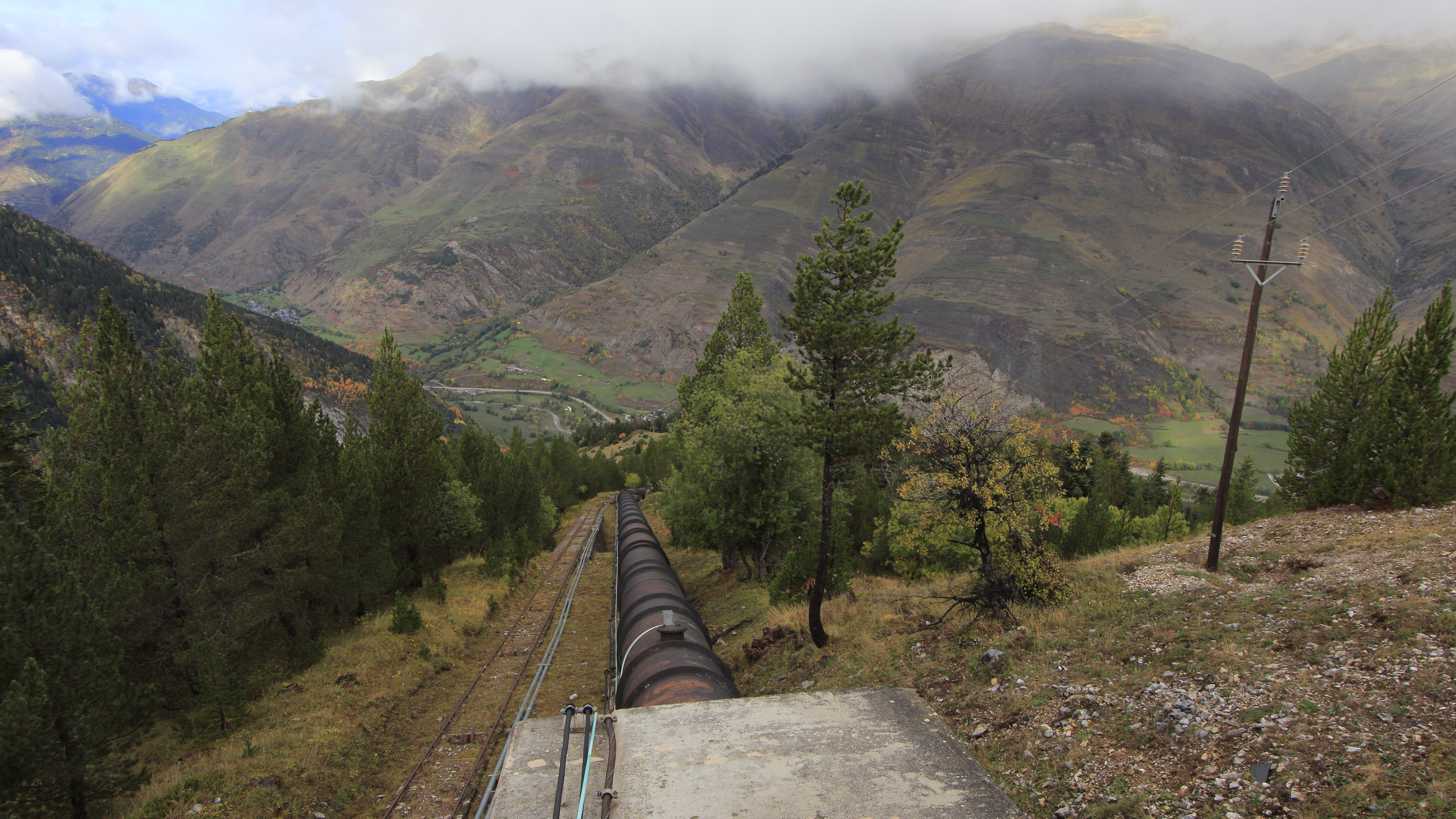
Inici canonada forçada del Salt d'Arties. Cal observar el gir a la dreta per reduir la velocitat de l'aigua

Una canonada forçada, també conducte forçat, està formada per un conjunt de tubs acoblats consecutivament formant una conducció tancada que transporta líquid a pressió des d'un dipòsit superior fins a un punt inferior, habitualment la turbina d'una central hidroelèctrica situada aigües avall o bé en una xarxa de clavegueram o un sistema de refrigeració. Solen tenir un fort pendent, i fins i tot poden ser verticals.
Les canonades que es troben a cel obert requereixen d'estructures de formigó per sostenir-se i recolzar-se segons el pendent del terreny.

## Sistemes hidroelèctrics

### Principis de disseny

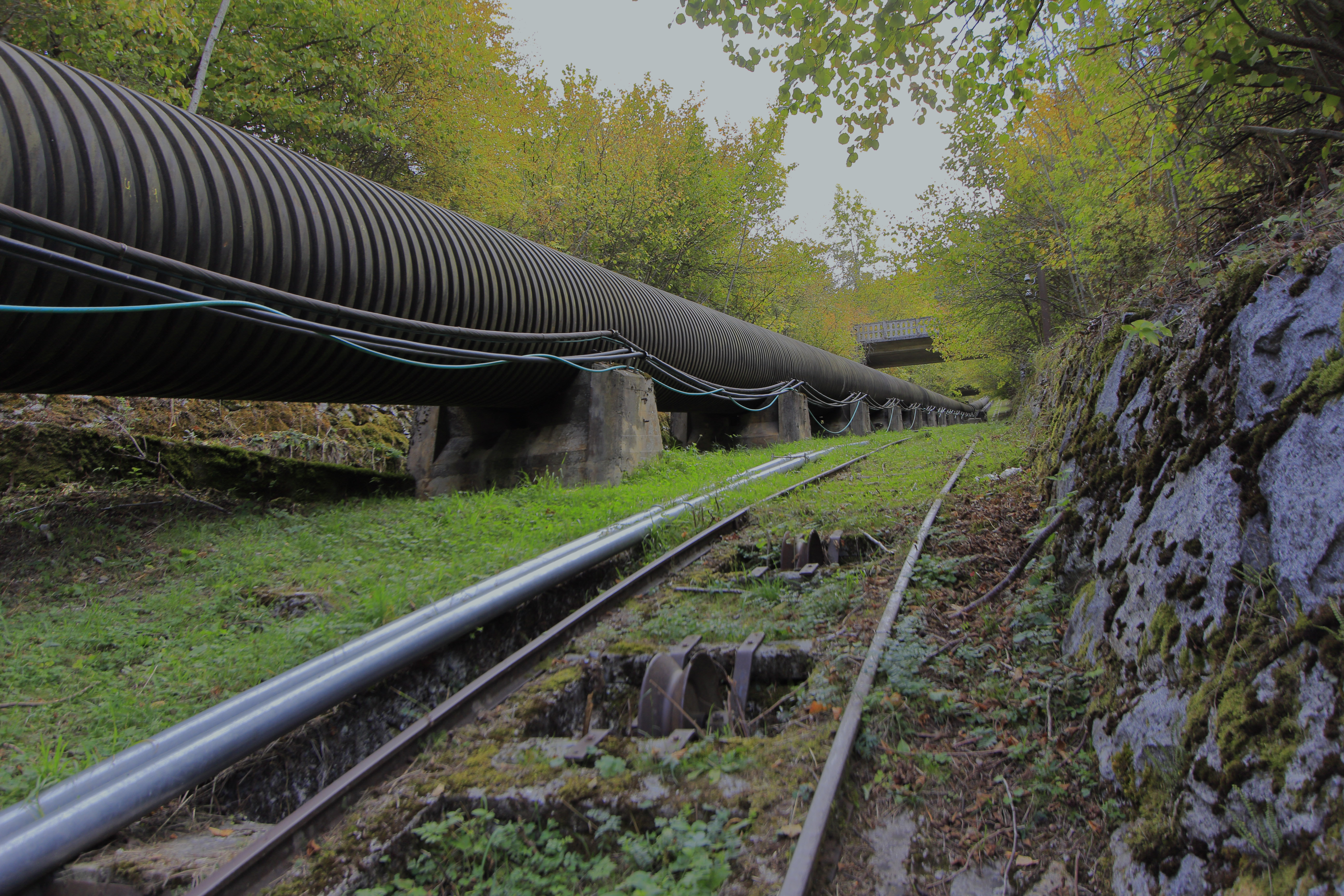
Final canonada forçada Salt d'Arties

Com qualsevol element a produir, el disseny ha de tenir en compte una sèrie de principis bàsics, en aquest cas aplicats a una canonada forçada:
- Cost: La fabricació i instal·lació d'una canonada forçada és un dels elements més costosos d'una central hidroelèctrica, de forma que quan més curta sigui la canonada, millor. Per un mateix desnivell, una pendent més pronunciada implica una canonada més curta.
- Seguretat: El risc més característic d'una canonada forçada és el produït pel tancament sobtat d'una vàlvula de regulació. Aigües amunt de la vàlvula es poden produir l'efecte del cop d'ariet,[2] el qual crea ones de pressió que provoca sobre pressions i buit baromètric a la part final de la canonada i que la poden destruir. El cop d'ariet ha provocat accidents molt seriosos, com el que va ocórrer el 17 d'agost del 2009 a la central hidroelèctrica de Sayano-Shushenskaya, a Rússia, on van morir 75 persones[3] Altres amenaces sobre la seguretat poden ocórrer: aigües avall de la vàlvula tancada, l'aigua continguda en la canonada continua baixant i es produeix en la part alta de la canonada un buit baromètric, provocant un possible col·lapse de la mateixa per depressió interior.[4] Addicionalment, l'excés de velocitat de l'aigua pot produir a la canonada danys a llarg termini producte de l'erosió o la cavitació.[5] I finalment i si la canonada està feta amb materials metàl·lics, la dilatació tèrmica de la canonada pot provocar fuites d'aigua si no s'anticipen mesures per reduir els seus efectes.
- Eficàcia: La funció d'una canonada forçada es convertir l'energia potencial creada pel desnivell entre el punt inicial i el final en energia cinètica. Aquesta es transformarà en energia mecànica quan entri en contacte amb la turbina, el qual mou l'alternador que la transformarà en energia elèctrica.[6] Per maximitzar aquest procés, quan major sigui la velocitat de l'aigua quan aquesta entra a les turbines, la canonada és més eficaç. Els factors que afavoreixen una major velocitat de baixada de l'aigua són un baix coeficient de fricció del material del que està feta la canonada amb l'aigua, el pendent i l'absència de girs en la canonada o obstacles en el seu interior (reixes, filtres,..)

### Requeriments

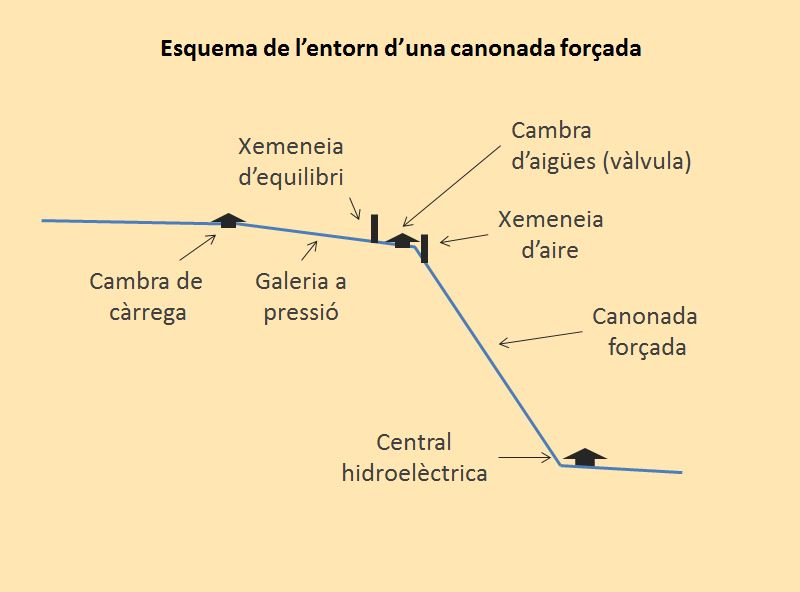
Esquema d'una canonada forçada i el seu entorn

- Velocitat màxima de l'aigua. Depèn del tipus de material de la canonada. El valor màxim generalment acceptat acceptat és de 6 - 7 metres per segon.[5] Una velocitat major pot provocar que el cop d'ariet provoqui danys a la canonada forçada.
- Cabal de la canonada. Ve donat per la disponibilitat d'aigua de l'entorn, però el sistema de canonades ha de poder admetre-la. El cabal que porti una canonada condiciona el tipus de turbina a utilitzar, Pelton o Francis.[7]
- Pressió de l'aigua. La pressió de l'aigua al final de la canonada condiciona el tipus de turbina a utilitzar; cabal mig i alta pressió aconsella l'ús d'una turbina Pelton, mentre que un cabal major i una pressió mitja suggereix una turbina Francis, existint un ampli territori intermedi.

### Característiques
Per poder satisfer el requeriments, una canonada forçada té les següents característiques:
- Forma d'embut. El diàmetre a la part superior és major que a la part inferior. La funció és augmentar la pressió de l'aigua que hi flueix, guanyant en eficàcia
- Gruix i material adaptats a la pressió de l'aigua. El gruix de les parets de la canonada és major a mesura que descendeix la canonada i augmenta la càrrega hidràulica que ha de suportar, per assegurar la seguretat. Respecte als materials, s'acostuma a usar acer per la seva resistència.
- Recorregut adaptat a la velocitat màxima projectada. Es poden incorporar girs en el recorregut per reduir la velocitat de baixada per que aquesta estigui dintre dels valors permesos.

### Mesures de seguretat
Per complir amb alguns dels requeriments de seguretat es poden incorporar senzilles construccions que han demostrat la seva eficàcia:
- Xemeneia d'equilibri. Col·locada al final de la galeria a pressió que finalitza amb una vàlvula, abans d'alimentar la canonada forçada
- Xemeneia d’aire. Col·locada al principi de la canonada forçada, just després de la vàlvula que regula el cabal de la canonada forçada.